# José Castán Tobeñas
José Castán Tobeñas (Saragossa, 11 de juliol de 1889 - Madrid, 10 de juny de 1969), va ser un jurista espanyol, especialment destacat pels seus treballs sobre el Dret Civil.
procurador en les Corts Espanyoles durant les nou primeres legislatures del període franquista.

## Carrera professional i docent
Es va llicenciar en Dret per la Universitat de Saragossa en 1911. Després es va traslladar a Madrid per realitzar el doctorat, que va obtenir amb premi extraordinari.
Va ocupar la càtedra en la Universitat de Barcelona després d'haver obtingut la de Múrcia, on havia arribat al començament del curs 1919-1920. Va ser nomenat catedràtic numerari de Dret civil de la Universitat de Barcelona i va romandre en el seu nou lloc menys de dos anys, fins que la Junta de Professors de la Facultat de Dret de la Universitat de València (1922) el va nomenar al costat d'Enrique de Benito per formar una Comissió que elaborés el nou pla d'estudis de la llicenciatura en Dret, encara que no es van adoptar tots els criteris proposats per ells.
En 1934 Castán Tobeñas va ser nomenat magistrat de la Sala civil del Tribunal Suprem i va romandre en aquest càrrec fins a la seva jubilació en 1967.
Va ser membre de la Reial Acadèmia de Jurisprudència i Legislació, de l'Institut de Dret Processal i de la Comissió de Codificació.
Va ser president del Tribunal Suprem, conseller del Regne, president de la Junta Central del Cens, president de la Reial Acadèmia de Jurisprudència i Legislació, acadèmic de la Reial Acadèmia de Ciències Morals i Polítiques, director de la Revista Legislación y Jurisprudencia, catedràtic d'Universitat i degà de la Facultat de Dret.

## Parlamentari
Procurador en les Corts durant el franquisme en representació dels Alts Organismes, procurador nat per la seva condició de president del Tribunal Suprem de Justícia en la I Legislatura de les Corts Espanyoles (1943-1946).

## Obres publicades
- Derecho civil español, común y foral. Introducción y parte general. v.I, Teoría de la relación jurídica. La persona y los derechos de la personalidad. ISBN 978-84-290-1109-8, ISBN 978-84-290-1019-0, ISBN 84-290-1109-9, ISBN 978-84-290-1284-2, ISBN 84-290-1284-2, ISBN 978-84-290-1286-6, ISBN 84-290-1019-X, ISBN 84-290-1286-9.
- Derecho civil español, común y foral. Derecho de cosas. v. II, Los derechos reales restringidos.
- Derecho civil español, común y foral. v.III. Derecho de obligaciones. La obligación y el contrato en general. Editorial Reus. Madrid, 1977 - ISBN 84-290-1215-X, págs. 399 a 608.
- Derecho civil español, común y foral. v.IV. Derecho de obligaciones. Las particulares relaciones obligatorias. Editorial Reus. Madrid, 1977 - ISBN 84-290-1177-3.